# Michael Schär
Michael Schär (Geuensee, 29 settembre 1986) è un ex ciclista su strada svizzero, è stato professionista dal 2006 al 2023, è figlio dell'ex ciclista Roland Schär.

## Palmarès
- 2003 (Juniores)

2ª tappa GP Général Patton  (Hosingen > Hosingen)
Trofeo comune di Vertova
- 2004 (Juniores)

Trofeo comune di Vertova
2ª tappa Tour du Pays de Vaud (Attalens, cronometro)
Classifica generale Tour du Pays de Vaud
Campionati svizzeri, Cronometro juniores
- 2005 (Under-23)

Campionati svizzeri, Cronometro Under-23
- 2006 (Under-23)

Campionati svizzeri, Cronometro Under-23
- 2013 (BMC Racing Team, una vittoria)

Campionati svizzeri, Prova in linea
- 2014 (BMC Racing Team, una vittoria)

2ª tappa Tour of Utah (Panguitch > Torrey)

### Altri successi
- 2004 (Juniores)

Classifica scalatori Tour du Pays de Vaud
- 2007 (Astana)

Classifica giovani Sachsen-Tour International
- 2013 (BMC Racing Team)

2ª tappa Tour of Qatar (Al Rufaa Street, cronosquadre)
- 2015 (BMC Racing Team)

3ª tappa Critérium du Dauphiné (Roanne > Montagny, cronosquadre)
9ª tappa Tour de France (Vannes > Plomuelec, cronosquadre)
- 2017 (BMC Racing Team)

1ª tappa Volta a la Comunitat Valenciana (Orihuela > Orihuela, cronosquadre)
- 2018 (BMC Racing Team)

1ª tappa Volta a la Comunitat Valenciana (Benitatxell > Calp, cronosquadre)
1ª tappa Tirreno-Adriatico (Lido di Camaiore, cronosquadre)
1ª tappa Tour de Suisse (Frauenfeld, cronosquadre)
3ª tappa Tour de France (Cholet, cronosquadre)

## Piazzamenti

### Grandi Giri
- Giro d'Italia

2010: 99º
- Tour de France

2011: 103º
2012: 49º
2013: non partito (9ª tappa)
2014: 43º
2015: 56º
2016: 76º
2017: 72º
2018: 90º
2019: 70º
2020: 69º
2021: 58º
- Vuelta a España

2009: 110º

### Classiche monumento
- Milano-Sanremo

2009: ritirato
2010: 114º
2011: 104º
2012: 89º
2013: ritirato
2014: ritirato
2015: ritirato
2018: 92º
2019: 111º
2020: 123º
2021: 99º
- Giro delle Fiandre

2009: 54º
2010: 60º
2011: 49º
2012: 28º
2013: 32º
2014: 70º
2015: 98º
2016: ritirato
2018: ritirato
2019: 66º
2020: 84º
2021: squalificato
2022: 100º
- Parigi-Roubaix

2007: ritirato
2009: 93º
2010: fuori tempo massimo
2011: 37º
2012: 37º
2013: 34º
2014: 34º
2015: ritirato
2018: 51º
2019: 79º
2021: ritirato
2022: ritirato
2023: 69º
- Liegi-Bastogne-Liegi

2017: ritirato
2020: 116º
2021: 119º
- Giro di Lombardia

2006: 73º
2008: 80º
2010: ritirato
2011: ritirato
2017: ritirato

### Competizioni mondiali
- Campionati del mondo

Hamilton 2003 - Cronometro Juniores: 13º
Hamilton 2003 - In linea Juniores: 70º
Verona 2004 - Cronometro Juniores: 4º
Verona 2004 - In linea Juniores: 12º
Madrid 2005 - Cronometro Under-23: 15º
Madrid 2005 - In linea Under-23: 91º
Salisburgo 2006 - Cronometro Elite: 45º
Stoccarda 2007 - Cronometro Elite: 45º
Limburgo 2012 - In linea Elite: 50º
Toscana 2013 - Cronosquadre: 4º
Toscana 2013 - In linea Elite: ritirato
Doha 2016 - In linea Elite: 36º
Bergen 2017 - In linea Elite: 41º
Innsbruck 2018 - In linea Elite: ritirato
Yorkshire 2019 - In linea Elite: ritirato
Imola 2020 - In linea Elite: ritirato
Fiandre 2021 - In linea Elite: ritirato
- Giochi olimpici

Londra 2012 - In linea: 87º
Tokyo 2020 - In linea: 31º

### Competizioni europee
- Campionati europei

Mosca 2005 - Cronometro Under-23: 24°
Mosca 2005 - In linea Under-23: 40°
Valkenburg 2006 - In linea Under-23: 5°
Monaco di Baviera 2022 - In linea Elite: 52°
Drenthe 2023 - In linea Elite: 72°